# Aussona
Aussona (francès Aussonne) és un municipi occità del Llenguadoc, en el departament de l'Alta Garona, a la regió d'Occitània.

## Monuments

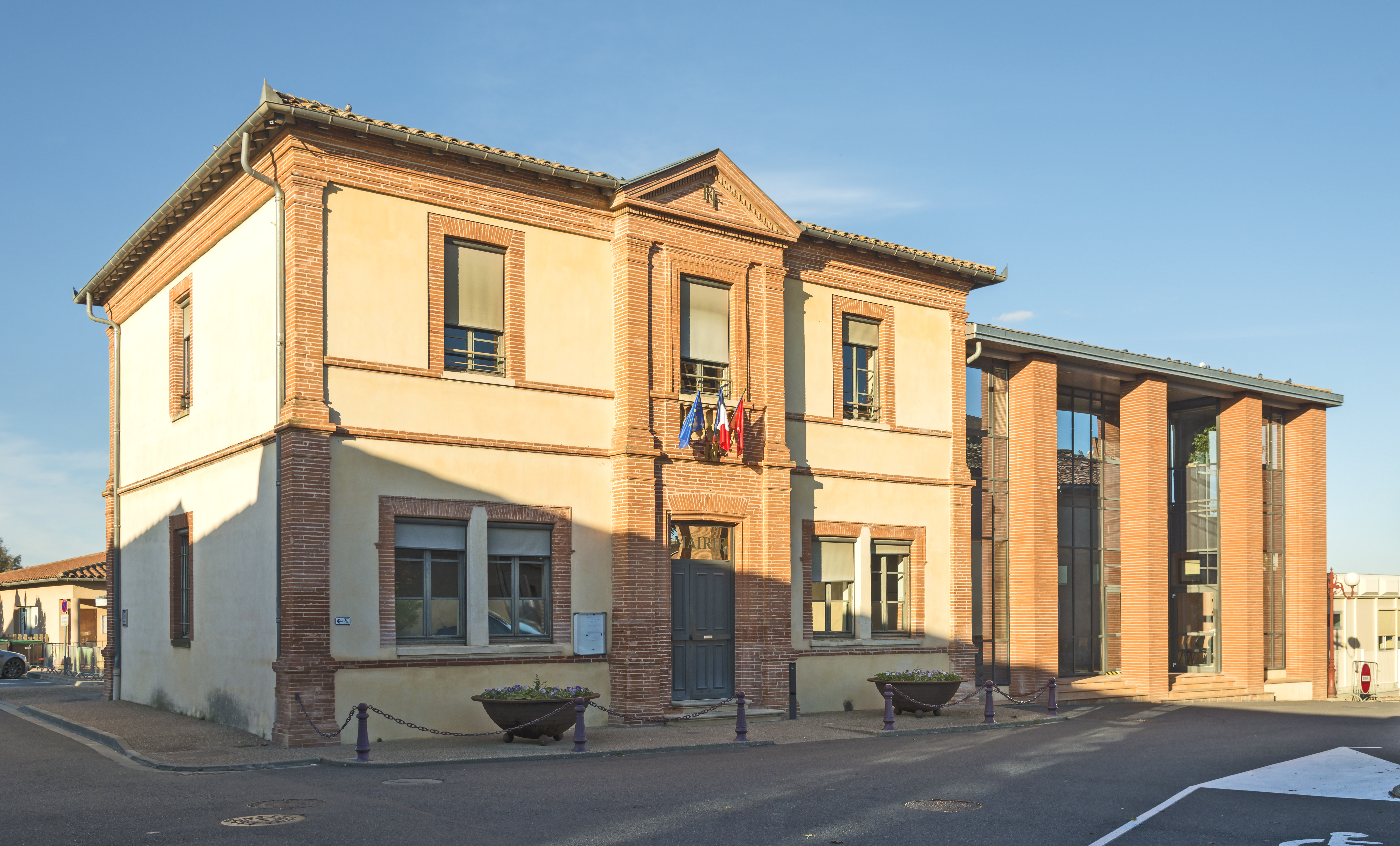
Ajuntament
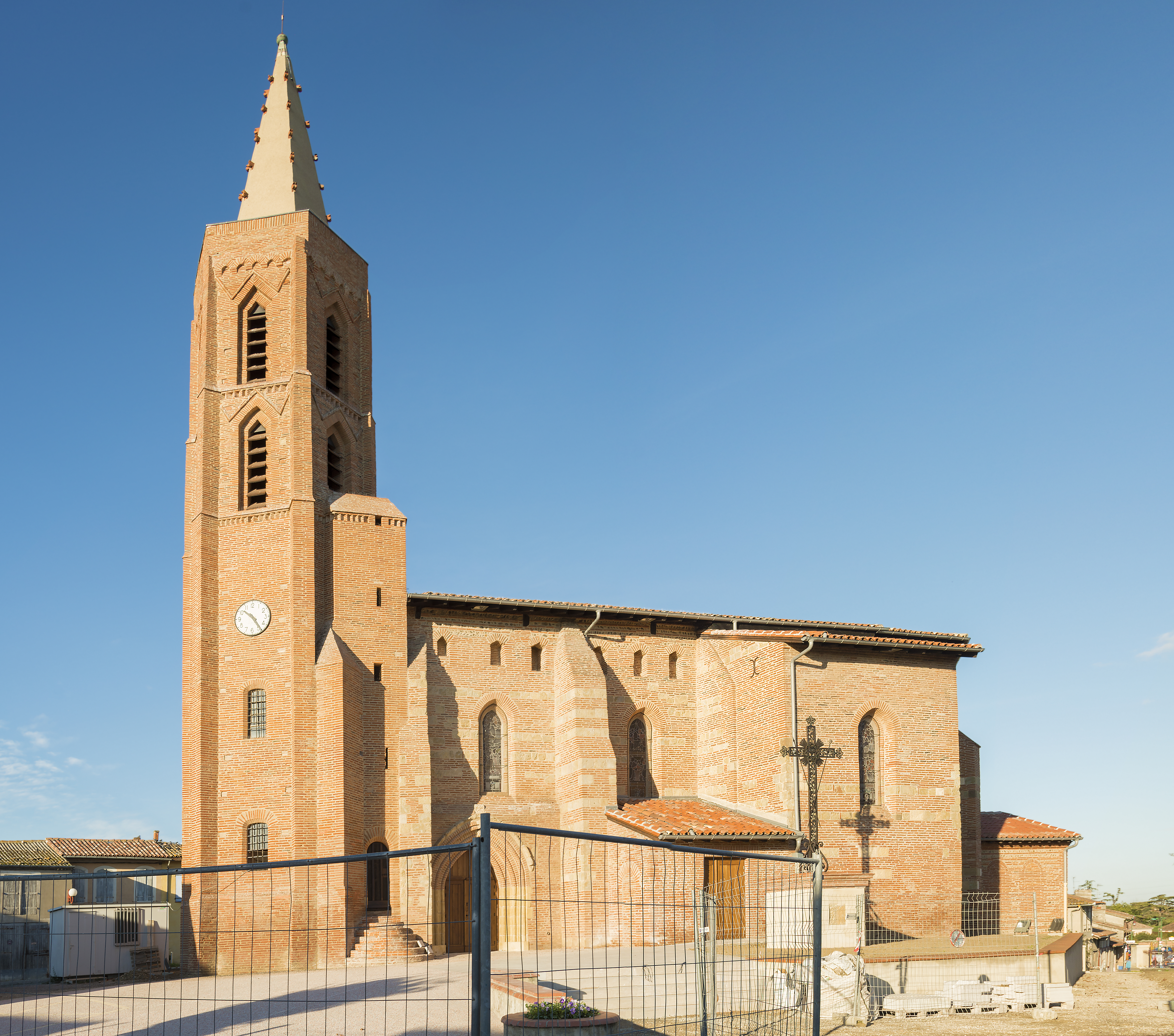
Església
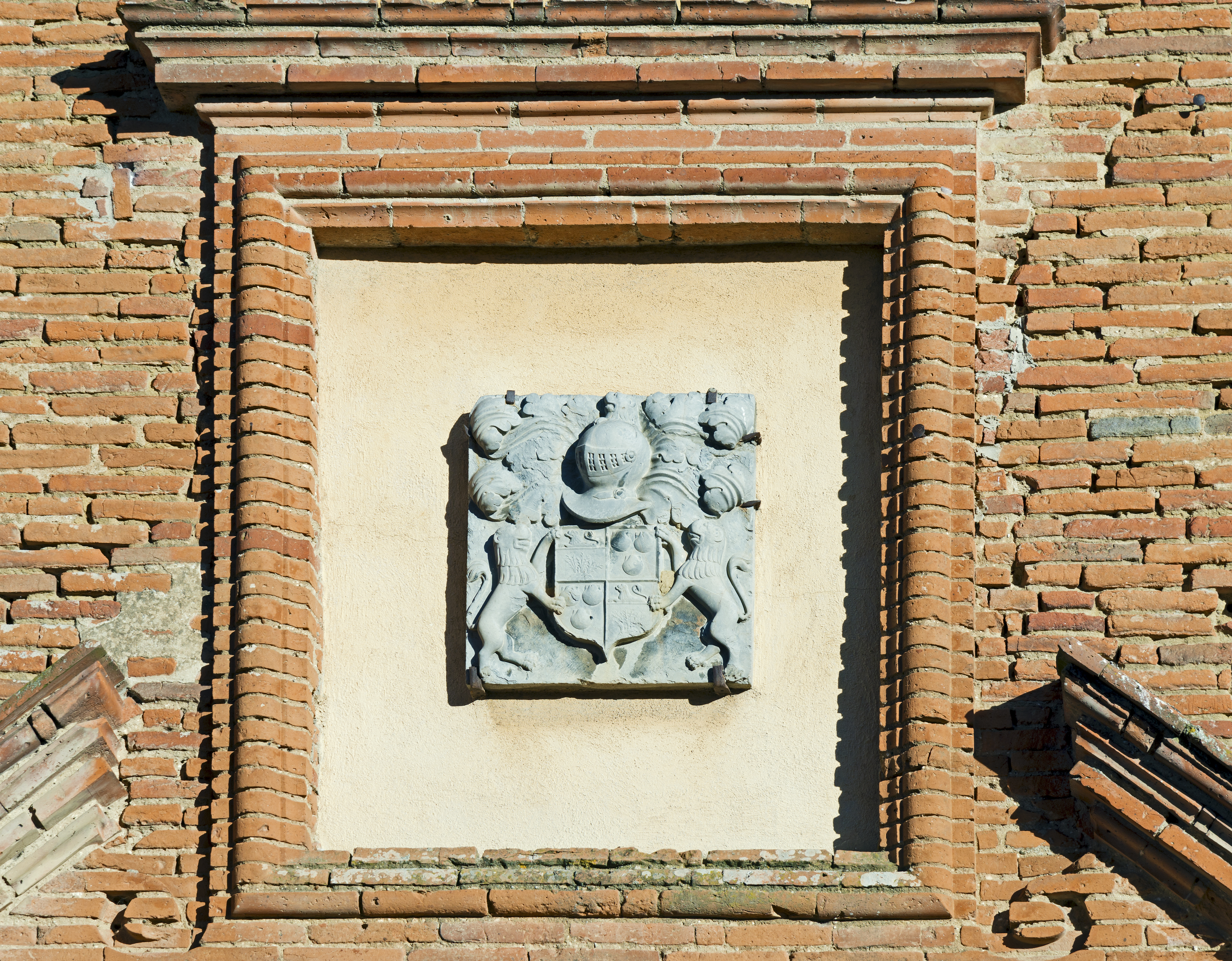
Armes